# Frederik Hunschede

Frederik Hunschede beim Autogramme geben im Jahr 2009

Frederik Hunschede (* 19. Dezember 1986 in Dortmund) ist ein deutscher Schauspieler und Filmproduzent.

## Werdegang
Hunschede wuchs in Dortmund auf. Bekanntheit erreichte er ab 2001 mit der RTL-Fernsehserie Mein Leben & Ich, in der er bis 2009 die Rolle des Sebastian „Basti“ Degenhardt zu sehen war. Nach seinem Abitur sammelte er Erfahrungen als Redakteur bei Sony Pictures Germany und später als freiberuflicher Autor. 2014 wurde er Fiction Producer bei den ITV Studios Germany, wo er unter anderem die ZDFneo-Serie Nix Festes (2018) und die ARD-Degeto-Komödie Scheidung für Anfänger (2018) betreute. 2019 produzierte er die Sat.1-Serie Think Big!, die für den Deutschen Fernsehpreis, den Deutschen Comedypreis und den Venice TV Award in der Kategorie Beste Komödie nominiert war.

## Filmografie

### Als Schauspieler
- 1999: SK Kölsch, 2 Gastauftritte
- 2000: Halt mich fest
- 2001–2009: Mein Leben & Ich
- 2007: Autopiloten (Kinofilm)
- 2008: La Mer (Kurzfilm)
- 2008: Serie 3, Bild 4 (Kurzfilm, Regie)
- 2010: Wir müssen reden! (Staffel 1, Folge 8)
- 2011: Vorstadtkrokodile 3 (Kinofilm, Rolle: „Max“)
- 2019: Mein Schwiegervater, der Camper